# Enzo Osella

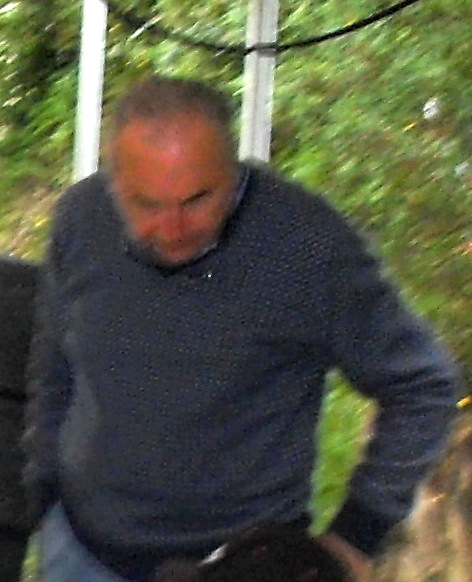

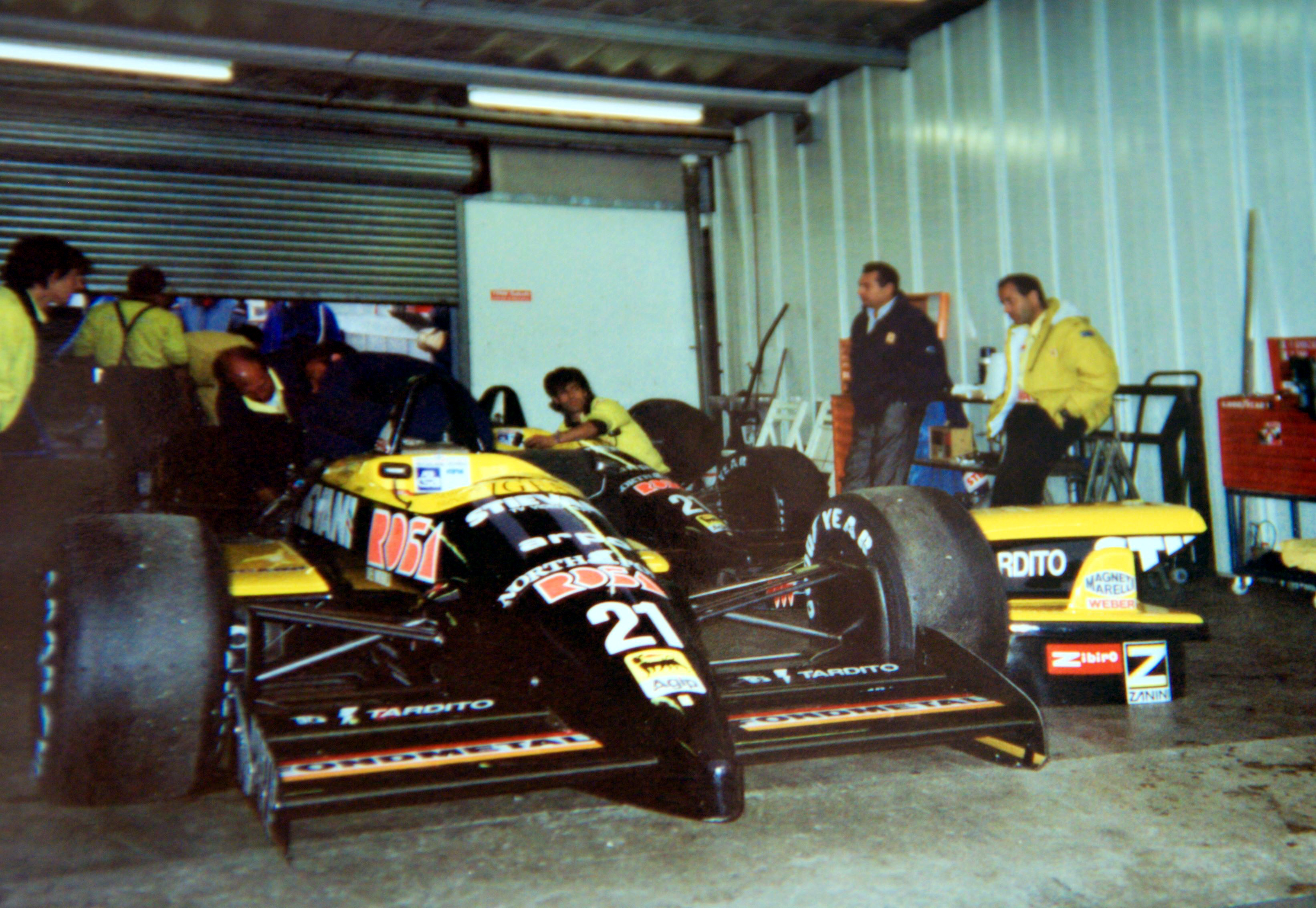

Vincenzo "Enzo" Osella (Cambiano, 26 augustus 1939) is Italiaans autobouwer en de oprichter van het voormalige Formule 1-team Osella.

## Biografie
Osella werd in 1939 geboren in het plaatsje Cambiano, dat in de buurt van Turijn ligt. Zijn vader was eigenaar van een autogaragebedrijf. In de jaren 60 begon Osella in Abarths te racen en hij ging later bij dat automerk werken. Zijn taak was om de motors van de auto's klaar te maken voor races. Osella verliet het bedrijf in 1965, toen hij begon met het bouwen van chassis. Toen Abarth in 1971 door Fiat werd overgenomen, nam Osella de racetak van dat bedrijf over en hij ging samenwerken met Antonio Tomaini, met wie hij de Abarth Osella SE 021 ontwierp. Die auto won in 1972 het "European 2 Litre Sportscar Championship". De racetak van Abarth produceerde daarna nog twee auto's, de PA1 en de PA2. Later besloten Osella en Tomaini Formule 2-auto's te ontwerpen en de eerste kwam uit in 1974. Ook ontwierp hij een Formule 3-auto. Tussentijds verliet Tomaini Osella om bij Ferrari te werken. In 1979 keerde Osella terug in de Formule 2 en Eddie Cheever werd de coureur.
Osella plande daarnaast ook te debuteren in de Formule 1 in 1980, wat uiteindelijk lukte met het team Osella. In 1988 verkocht Osella een aandeel in het Formule 1-team aan Fondmetal, omdat het bedrijf een nieuwe auto moest ontwerpen om aan de nieuwe reglementen te voldoen en daarvoor te weinig geld had. Door de verkoop kon Enzo Osella een nieuwe auto ontwerpen, maar het team behaalde echter weinig succes met die auto. In 1990 werd hij gedwongen zijn team te verlaten en hij verhuisde vervolgens naar Palosco. Osella bleef echter na zijn vertrek nog steeds raceauto's bouwen, die toen nog aan onder andere hillclimbes deelnamen.
In 2011 kwam een biografie over zijn leven uit.
- Gemeinsame Normdatei: 1015755836
- International Standard Name Identifier: 0000 0001 4050 2636
- Library of Congress Control Number: n2017003200
- Virtual International Authority File: 186842581
- WorldCat: E39PBJwhDbbQfbppXdVybRVt8C